# Batalla de Gravelotte
La batalla de Gravelotte (18 d'agost de 1870) rep el seu nom per la vila de Gravelotte (Lorena), situada entre Metz i l'antiga frontera franco-alemanya.
Van combatre francesos i alemanys. El camp de batalla es va estendre des dels boscos que voregen el Mosel·la a Metz fins Roncourt, prop de l'Orne. Altres viles amb paper important en la batalla van ser Saint-Privat-la-Montagne,  Amanvillers (Amanweiler) i Sainte-Marie-aux-Chênes, totes al nord de Gravelotte.
La batalla de Gravelotte, o Gravelotte-St.Privat, va ser la major batalla de la guerra francoprussiana. Es va lliurar a uns deu quilòmetres a l'oest de Metz, on els prussians havien interceptat el dia anterior la retirada francesa cap a l'oest a la batalla de Mars-la-Tour, i havien completat la destrucció de les forces franceses.

## Forces
Les forces prussianes combinades, sota el comandament del Mariscal von Moltke, eren els I i II exèrcit prussià de la Confederació Alemanya del Nord; comptaven amb uns 210 batallons d'infanteria, 133 esquadrons de cavalleria i 732 canons, totalitzant 188.332 homes. L'Exèrcit Francès del Rin, sota el comandament del Mariscal Bazaine, comptava amb 183 batallons d'infanteria i 104 esquadrons de cavalleria, recolzats per 520 canons, totalitzant 112.800 homes atrinxerats en terreny elevat amb el seu flanc esquerre (sud) sobre Rozerieulles i el seu flanc dret (nord) descansant a St. Privat.

## Batalla
El 18 d'agost del 1870, la batalla va començar a les vuit del matí quan Moltke va ordenar als exèrcits I i II avançar sobre les posicions franceses. Cap a les 12:00 el General Manstein va obrir foc contra el poble d'Amanvillers amb artilleria de la 25a Divisió d'Infanteria. Però els francesos havien passat la nit i el començament del matí cavant trinxeres i pous de tirador, i situant l'artilleria i les seves mitrailleuses, (un tipus primitiu de metralladora), en posicions protegides. Els francesos van obrir un terrible foc sobre les masses alemanyes que avançaven. La batalla es va inclinar al començament cap als francesos, que comptaven amb un millor rifle, el Chassepot, un fusell amb un abast superior a 1.200 m, molt superior al fusell prussià Dreyse, també anomenat fusell d'agulla, amb un abast de només 550m. No obstant això, l'artilleria prussiana era superior al disposar de canons de retrocàrrega fabricats completament en acer.
A les 14:30, el General Steinmetz, comandant del I Exèrcit, va llançar unilateralment el seu VIII Cos d'Exèrcit sobre el barranc de l'Amance, on la infanteria prussiana va ser segada pel foc dels rifles i metralladors francesos. A les 15:00 h, l'artilleria concentrada dels Cossos d'Exèrcit VII i VIII prussians va obrir foc per donar suport a l'atac. Però a les 16:00, amb l'atac en perill d'estancar-se, Steinmetz va ordenar avançar al VII seguit de la 1a Divisió de Cavalleria.
A les 16:50, amb els atacs prussians al sud en perill de descompondre's, la 3a Brigada de la Guàrdia Prussiana del II Exèrcit va començar l'atac de les posicions franceses a St.Privat sota el comandament del general francès Canrobert. A les 17:15, la a Brigada de la Guàrdia Prussiana es va unir a l'avanç seguida a les 17:45 per la 1a Brigada de la Guàrdia Prussiana. Tots els atacs de la Guàrdia Prussiana van ser detinguts pel letal foc que sortia de les posicions franceses. A les 18:15 la 2a Brigada de la Guàrdia Prussiana, l'última brigada de les dues Divisions del Cos d'Exèrcit de la Guàrdia, es va unir a l'atac a St Privat, mentre Steinmetz comprometia les últimes reserves del I Exèrcit en el barranc del Mance. Cap a les 18:30, una part considerable dels cossos d'exèrcit VII i VIII es van apartar de la lluita i es van retirar cap a les posicions prussianes en Rezonville.
Davant la derrota del I Exèrcit, el Príncep Frederic Carles va ordenar concentrar l'artilleria sobre la posició de Canrobert a St. Privat per evitar que decaigués també l'atac de la Guàrdia. A les 19:00 la 3a Divisió del II Cos d'exèrcit de Fransecky va avançar sobre el barranc de l'Amance, mentre el XII Cos d'Exèrcit netejava el proper poble de Roncourt i els supervivents d'ambdues Divisions de la Guàrdia llançaven un nou atac sobre les ruïnes de St. Privat. A les 20:00, l'arribada de la 4a Divisió d'Infanteria del II Cos d'Exèrcit Prussià al flanc dret sobre el barranc (ravine) de l'Amance va estabilitzar la línia. En aquells dies, els Cossos de la Guàrdia XII i II havien pres St.Privat, forçant les delmades forces franceses a retirar-se. Amb els prussians exhausts, els francesos haurien pogut organitzar un contraatac, però el General Bourbaki va rebutjar fer entrar la Guàrdia Francesa en combat perquè considerava "perduda" la batalla.
A les 22:00, el foc dequeia segons arribava la nit sobre el camp. L'endemà, l'Exèrcit Francès del Rin, abans que reprendre el combat contra els baquetejats exèrcits alemanys, es va retirar sobre Metz, on quedaria assetjat i obligat a rendir-se mesos després.

## Baixes
El nombre de baixes va ser horrible, especialment per les forces prussianes atacants: 20.163 alemanys van resultar morts, ferits o desapareguts durant la batalla del 18 d'agost. Les pèrdues franceses van ser de 7.855 morts i ferits juntament amb 4.420 presoners (la meitat d'ells ferits), amb un total de 12.275. Mentre que la majoria dels prussians van caure davant els Chassepot francesos, la major part dels francesos van caure per causa de l'artilleria prussiana. En el repartiment de baixes, el II Cos d'Exèrcit de Frossard va patir 621 baixes, mentre que va causar 4.300 baixes al I Exèrcit Prussià de Steinmetz davant Pointe du Jour. Les pèrdues de la Guàrdia Prussiana van ser encara més sorprenents, amb 8.000 baixes d'un total de 18.000 homes. El Batalló de Caçadors de la Guàrdia va perdre 19 oficials, 1 cirurgià i 431 homes d'un total de 700. La 2a Brigada d'infanteria de la Guàrdia va perdre 39 oficials i 1.076 homes. La 3a Brigada d'Infanteria de la Guàrdia va perdre 36 oficials i 1.060 homes. Per part francesa, les unitats que van defensar St.Privat van perdre més de la meitat dels seus efectius en la defensa del poble.